# Cameron Borthwick-Jackson
Cameron Borthwick-Jackson (Rochdale, 2 februari 1997) is een Engels professionele voetballer die doorgaans als linksback speelt. Hij stroomde in 2015 door vanuit de jeugd van Manchester United en speelt nu voor League One-club Burton Albion .

## Carrière

### Manchester United
Borthwick-Jackson, geboren in Manchester, trad in juli 2003 op 6-jarige leeftijd toe tot Manchester United's Academy van Fletcher Moss Rangers. Hij maakte zijn debuut voor het reserveteam van de club op 16-jarige leeftijd en kwam op 16 september 2013 als invaller voor Tom Lawrence in een 4-1 overwinning op Bolton Wanderers. Tijdens het seizoen 2013-2014 speelde hij 22 wedstrijden voor jongeren onder de 18 jaar, evenals nog twee in de FA Youth Cup, en kwam op het wedstrijdformulier in de voorlaatste competitiewedstrijd van het seizoen tegen Stoke City op 29 april 2014.
In juli 2014 speelde Borthwick-Jackson in alle vijf de wedstrijden van de jongeren onder de 17 op de Milk Cup en scoorde zowel in de 4-0 overwinning in de halve finale op het Schotse Partick Thistle als het enige doelpunt in de finale tegen Franse club Vendée. Hij bekleedde een vaste plek bij de jongeren onder de 18 gedurende het seizoen 2014-2015, speelde in 28 van hun 29 competitiewedstrijden en scoorde het tweede doelpunt in hun 2-1 overwinning op Blackburn Rovers op 31 januari 2015. Hij scoorde echter ook een eigen doelpunt om de scores tegen Chelsea op 2 mei gelijk te trekken, voordat Chelsea met 2-1 won.
Hij maakte de overstap naar de club onder de 21 in 2015-2016 , en op 7 november 2015 werd hij voor het eerst op de wisselbank van het eerste elftal geplaatst tegen West Bromwich Albion; hij kwam in de 76e minuut in de plaats van Marcos Rojo voor zijn senior debuut. Door meerdere verwondingen aan de ploeg maakte Borthwick-Jackson zijn eerste start op 12 december 2015 in Bournemouth en eindigde in een 2-1 nederlaag. Hij sloot het seizoen af met 10 senior league-optredens en won ook de U21 Premier League.
Op 2 mei 2016, tijdens de jaarlijkse prijsuitreiking van de club, won hij de U21 Player of the Year-prijs nadat hij meer stemmen had gekregen dan teamgenoten James Weir en Donald Love. Op 30 mei 2016 tekende Borthwick-Jackson een nieuw contract bij United, waardoor hij tot 2020 bij de club bleef, met de optie om met nog een jaar te verlengen. Hij werd vrijgelaten door Manchester United toen zijn contract op 30 juni 2020 afliep.

#### Wolverhampton Wanderers (verhuurd)
Op 22 augustus 2016 trad Borthwick-Jackson toe tot Championship-zijde Wolverhampton Wanderers voor een seizoen lang uitgeleend. Hij maakte zijn clubdebuut op 10 september 2016, in een 1-1 gelijkspel tegen Burton Albion. Hij speelde vervolgens nog vijf competitiewedstrijden voor Wolves tot aan de aanstelling van de nieuwe manager Paul Lambert op 5 november 2016. Daarna werd hij uit de ploeg gefaseerd, met zijn laatste start op 5 november 2016 en zijn laatste optreden op de bank op 10 december 2016. Het gebrek aan speeltijd leidde ertoe dat Borthwick-Jackson terugkeerde naar Manchester United om in de tweede helft van het seizoen voor de Under-23s te spelen nadat er een wederzijdse overeenkomst tussen de twee clubs was gesloten.

#### Leeds United (verhuurd)
Op 7 augustus 2017 trad Borthwick-Jackson toe tot Championship club en rivaal Leeds United op een seizoenslening voor het seizoen 2017-2018. Zijn debuut kwam twee dagen later tegen Port Vale in de EFL Cup, die eindigde in een 4-1 overwinning. Hij maakte zijn competitiedebuut voor Leeds op 12 augustus in een 0-0 gelijkspel tegen Preston North End.
Op 16 januari 2018 werd aangekondigd dat de lening van Borthwick-Jackson was geannuleerd.

#### Scunthorpe United (verhuurd)
Op 28 juli 2018 trad Borthwick-Jackson toe tot League One-team Scunthorpe United op een huurovereenkomst voor een seizoen. Hij scoorde zijn eerste senior goals toen hij tweemaal scoorde in een 5-3 overwinning op Charlton Athletic op 2 oktober 2018. Bij zijn terugkeer naar Manchester United in juni 2019 had Borthwick-Jackson in juli een proefperiode bij Eredivisie team SC Heerenveen.

#### Tranmere Rovers (verhuurd)
Op 2 september 2019 werd Borthwick-Jackson uitgeleend aan League One-team Tranmere Rovers voor het seizoen 2019-2020. Op 9 januari 2020 werd Borthwick-Jackson teruggeroepen naar Manchester United. Hij speelde in totaal 5 wedstrijden voor de club.

#### Oldham Athletic (verhuurd)
Nadat zijn lening bij Tranmere was afgebroken, tekende Borthwick-Jackson voor de rest van het seizoen bij League Two-club Oldham Athletic.

### Oldham Athletic
Na zijn vrijlating uit Manchester United trad Borthwick-Jackson permanent toe tot Oldham en tekende op 2 augustus een contract voor een jaar.

### Burton Albion
Op 7 juni 2021 werd aangekondigd dat Borthwick-Jackson zich bij League One-club Burton Albion voegde voor een contract van twee jaar na het aflopen van zijn contract bij Oldham.

## Interlandcarrière
Borthwick-Jackson heeft Engeland vertegenwoordigd op jeugdniveau en speelde drie wedstrijden voor de jongeren onder de 16 en zes voor de jongeren onder de 17. Op 12 november 2015 maakte hij zijn debuut voor Jong Onder 19 tegen Nederland.

## Prijzen

### Individueel
- Denzil Haroun Reserve Player of the Year: 2015–16